# Мариньи-ле-Кауэ
Мариньи́-ле-Кауэ́ (фр. Marigny-le-Cahouët) — коммуна во Франции, находится в регионе Бургундия. Департамент коммуны — Кот-д’Ор. Входит в состав кантона Венаре-Ле-Лом. Округ коммуны — Монбар.
Код INSEE коммуны — 21386.

## Население
Население коммуны на 2010 год составляло 277 человек.
| 1962 | 1968 | 1975 | 1982 | 1990 | 1999 | 2010 |
| ---- | ---- | ---- | ---- | ---- | ---- | ---- |
| 411  | 388  | 344  | 297  | 290  | 289  | 277  |

## Экономика
В 2010 году среди 181 человека трудоспособного возраста (15—64 лет) 139 были экономически активными, 42 — неактивными (показатель активности — 76,8 %, в 1999 году было 76,6 %). Из 139 активных жителей работали 126 человек (60 мужчин и 66 женщин), безработных было 13 (4 мужчины и 9 женщин). Среди 42 неактивных 11 человек были учениками или студентами, 23 — пенсионерами, 8 были неактивными по другим причинам.